# Andreas Birch (mineralog)
 Der er flere personer med dette navn, se Andreas Birch.
Andreas Birch (1. august 1716 i Rønne eller Allinge – 16. maj 1763 i København) var en dansk mineralog, bror til Niels Birch og far til Andreas og Christian Birch.
Han var søn af by-, birke- og herredsskiver Lars Andersen Birch og Marie Gummeløs og var fra 1740 kgl. lakaj. 6. januar 1753, altså i hans 37. år, blev udnævnt til mineralinspektør fra 19. august 1752 at regne. Allerede fra 1750 må han imidlertid have virket på lignende måde, således som det ses af titlen på et pragtfuldt foliomanuskript i det store kongelige bibliotek: Museum mineralogicum Danicum eller dansk Mineralkabinet, indeholdende danske og norske Metaller, Mineraler og Fossilier, som efter kgl. allernaadigste Befaling siden Anno 1750 ere dels fundne, samlede og udi en systematisk Orden beskrevne af Andreas Birch.
Han synes i det hele at være blevet meget benyttet, han havde således opsigt med forskellige af regeringen støttede forsøg på her at gøre porcelæn, og det er derfor forunderligt at se ham 7. juli 1758 blive udnævnt til byskriver i København efter, at han den 14. samme måned var blevet exam.jur. Han fik da også lov til at holde en fuldmægtig, og allerede året efter blev det pålagt ham på ny at have opsigt med landets mineralvæsen. I et af ham 1751 forfattet skrift skal han have fremsat forslag til oprettelsen af et lignende selskab som det senere kongelige danske landhusholdningsselskab. 1752 blev han tildelt Videnskabernes Selskabs første uddelte medalje for en samling mineraler. Ca. 1761 blev der, sikkert også på tilskyndelse af Birch, dannet et Mineralogisk selskab. Birch virkede også som brygger.
Han blev gift 21. april 1752 i Garnisons Kirke med Charlotte Marie Gardenholtz (20. september 1724 i Aurich, Ostfriesland – 4. april 1763 i Nyborg).